# Jeffrey Talan
Jeffrey Dennis Talan (født 29. september 1971 i Katwijk, Holland) er en tidligere hollandsk fodboldspiller, der spillede som højre kant. Han var på klubplan tilknyttet ADO Den Haag og SC Heerenveen, med længst tid (8 sæsoner) hos Heerenveen.
Talan spillede desuden otte kampe for det hollandske landshold, hvori han scorede ét mål.